# Ecurie Belge
Ecurie Belge je nakdanje belgijsko dirkaško moštvo, ki je med letoma 1949 in 1953 nastopalo na dirkah Formule 2 in Formule 1, večinoma z dirkalniki Veritas RS, Talbot-Lago T26C, Simca-Gordini T15 in Connaught Type A. Za moštvo so nastopali Johnny Claes, Alexander Orley, Jacques Swaters, Roger Laurent, Emile Cornet, Roger Laurent, Jacques Pollet, Paul Frére in André Pilette skupno na triinšestdesetih dirkah, na katerih so dosegli tri uvrstitve na stopničke, vse na dirkah Formule 2. V enaindvajsetih nastopih na prvenstvenih dirkah Formule 1 pa niso osvojili točk.